# 尼斯瓦 (明尼蘇達州)
尼斯瓦（英語：Nisswa）是一個位於美國明尼蘇達州克羅溫縣的城市。

## 人口
根據2020年美國人口普查的數據，尼斯瓦的面積為47.51平方千米，當中陸地面積為27.89平方千米，而水域面積為17.67平方千米。當地共有人口1967人，而人口密度為每平方千米41人。